# V-sit
V-sit é o segundo álbum de estúdio de Masami Okui. Foi lançado em 21 de setembro de 1996 pela King Records e possui 14 faixas.

## Produção
Okui assumiu quase todas as letras e composições do álbum, colaborando com Toshiro Yabuki e Tsutomu Ohira em praticamente todas as músicas.

## Recepção
O álbum ficou sete semanas no Oricon Albums Chart, chegando à 19ª posição.
Ao analisar o álbum, O CD Journal disse que "muitas das músicas têm um estilo eurobeat com arranjos chamativos, e parece que foram montados com pouca qualidade. Entretanto, a atmosfera despojada de canções como "Lonely Soul" são legais."

## Faixas
| N.º            | Título                                                   | Letras          | Música              | Arranjo              | Duração |  |
| 1.             | "MASK" (de Bakuretsu Hunter)                             | M. Okui         | M. Okui             | T. Yabuki e T. Ohira | 5:08    |  |
| 2.             | "Saikou no GAMBLE" (de Slayers EX.)                      | M. Okui         | M. Okui             | T. Yabuki            | 4:42    |  |
| 3.             | "Shake it" (Soreyuke! Uchuu Senkan Yamamoto Yohko)       | M. Okui         | M. Okui             | T. Yabuki e T. Ohira | 5:01    |  |
| 4.             | "Uso no Egao Hontou no Namida"                           | M. Okui         | M. Okui             | T. Yabuki e T. Ohira | 4:45    |  |
| 5.             | "Lonely soul" (de Soreyuke! Uchuu Senkan Yamamoto Yohko) | M. Okui         | M. Okui             | T. Yabuki e T. Ohira | 5:05    |  |
| 6.             | "DREAMING HEART" (de Megami Paradise)                    | Keiko Kimoto    | Gota Wakabayashi    | T. Ohira             | 4:54    |  |
| 7.             | "Futari"                                                 | M. Okui         | M. Okui             | T. Ohira             | 6:10    |  |
| 8.             | "LOVE IS FIRE"                                           | M. Okui         | T. Ohira            | T. Yabuki e T. Ohira | 4:41    |  |
| 9.             | "GET MY WAY" (de Megami Paradise)                        | Narumi Yamamoto | T. Yabuki           | T. Yabuki            | 3:43    |  |
| 10.            | "Senjou no Madonna" (de Slayers EX.)                     | M. Okui         | M. Okui             | T. Yabuki            | 4:32    |  |
| 11.            | "Ryouiki ~Heaven & Hell~" (de "Bakuretsu Hunter)         | M. Okui         | M. Okui             | T. Yabuki            | 5:26    |  |
| 12.            | "Majimena Kikkake" (de Slayers EX.)                      | M. Okui         | M. Okui             | T. Yabuki            | 5:02    |  |
| 13.            | "Jama wa Sasenai" (de Slayers Next)                      | M. Okui         | M. Okui e T. Yabuki | T. Yabuki            | 4:42    |  |
| 14.            | "Friends"                                                | M. Okui         | M. Okui             | T. Ohira             | 4:06    |  |
| Duração total: | Duração total:                                           | Duração total:  | Duração total:      | Duração total:       | 67:57   |  |